# Kollafjörður (Strandir)
Dieser Kollafjörður ist ein Fjord auf der Ostseite der Westfjorde von Island in der Gemeinde Strandabyggð.
Er liegt nördlich vom Bitrufjörður und südlich vom Steingrímsfjörður am Húnaflói.
Dieser Fjord ist bis zu 3 km breit und reicht 8 km weit in das Land.
Der ganze Kollafjörður wird vom Innstrandavegur  umrundet.
Broddanes am östlichen Fjord ist eine Ansiedlung und hatte zwischen 1978 und 2004 eine Grundschule.
Im Kollafjörður zweigt der Steinsdalsvegur  nach Westen ab und trifft am Gilsfjörður auf den Vestfjarðavegur . 
In Island gibt es noch zwei weitere Fjorde mit diesem Namen.